# جام برندگان جام آسیا ۹۷–۱۹۹۶
جام برندگان جام آسیا ۹۷–۱۹۹۶ هفتمین دورهٔ مسابقات جام برندگان جام آسیا که توسط کنفدراسیون فوتبال آسیا برگزار شد.
تیم الهلال نماینده عربستان سعودی برای اولین بار قهرمان این دوره از رقابت‌ها شد و همچنین به مسابقات سوپر جام آسیا ۱۹۹۷ راه پیدا کرد.

## مرحله اول

### منطقه غرب
| تیم ۱                  | نتیجه نهایی | تیم ۲       | بازی رفت | بازی برگشت |
| ---------------------- | ----------- | ----------- | -------- | ---------- |
| نوبهار نمنگان          | ۶–۶ (گ.ز.)  | نیروی هوایی | ۴–۱      | ۲–۵        |
| پاختاکور دژابراسولوفسک | ۱–۵         | سمتی قزل‌قیه | ۰–۲      | ۱–۳        |
| توران داش‌اغوز          | ۱–۵         | اورداباسی   | ۰–۰      | ۱–۵        |
| الهلال                 | برگزار نشد۱ | القادسیه    |          |            |
| العربی                 | ۱–۱ (۳–۰پ)  | الانصار     | ۰–۱      | ۱–۰        |
| بنی یاس                | ۳–۴         | الاتحاد     | ۳–۳      | ۰–۱        |
| استقلال                | استراحت     |             |          |            |
| النصر                  | استراحت     |             |          |            |

۱ القادسیه انصراف داد.

### منطقه شرق
| تیم ۱                    | نتیجه نهایی | تیم ۲               | بازی رفت | بازی برگشت |
| ------------------------ | ----------- | ------------------- | -------- | ---------- |
| کلاب والنسیا             | برگزار نشد۱ | اولد بندیکتینس      | ۱–۰      |            |
| محمدان                   | ۱۲–۱۲       | الکتریسیتی آو لائو  | ۸–۰      | ۴–۱        |
| پاهانگ                   | ۱–۵         | مسترنس باندونگ رایا | ۰–۱      | ۱–۴        |
| هایفونگ                  | انصراف۳     | لام پاک             |          |            |
| بلمیر هیراتسوکا          | استراحت     |                     |          |            |
| ناگویا گرامپوس ایت       | استراحت     |                     |          |            |
| چین جنوبی                | استراحت     |                     |          |            |
| اولسان هیوندای هورانگ-آی | استراحت     |                     |          |            |

۱ اولد بندیکتینس بعد از بازی اول انصراف داد.

۲ بازی دوم ۰–۱ نیز گزارش شد.

۳ لام پاک قبل از بازی اول انصراف داد.

## مرحله دوم

### منطقه غرب
| تیم ۱       | نتیجه نهایی | تیم ۲         | بازی رفت | بازی برگشت |
| ----------- | ----------- | ------------- | -------- | ---------- |
| استقلال     | ۴–۴ (گ.ز.)  | نوبهار نمنگان | ۱–۴      | ۳–۰        |
| سمتی قزل‌قیه | ۳–۷         | اورداباسی     | ۱–۰      | ۲–۷        |
| الهلال      | ۶–۱         | العربی        | ۶–۰      | ۰–۱        |
| الاتحاد     | ۴–۴ (گ.ز.)  | النصر         | ۳–۲      | ۱–۲        |

### منطقه شرق
| تیم ۱                    | نتیجه نهایی | تیم ۲              | بازی رفت | بازی برگشت |
| ------------------------ | ----------- | ------------------ | -------- | ---------- |
| بلمیر هیراتسوکا          | برگزار نشد۱ | کلاب والنسیا       | ۷–۰      |            |
| اولسان هیوندای هورانگ-آی | ۸–۱ ۲       | محمدان             | ۵–۰      | ۳–۱        |
| مسترنس باندونگ رایا      | ۱–۵         | چین جنوبی          | ۱–۱      | ۰–۴        |
| هایفونگ                  | ۱–۴         | ناگویا گرامپوس ایت | ۱–۱      | ۰–۳        |

۱ والنسیا بعد از بازی اول انصراف داد

۲ بازی اول ۵–۱ نیز گزارش شد

## یک‌چهارم نهایی

### منطقه غرب
| تیم ۱   | نتیجه نهایی | تیم ۲     | بازی رفت | بازی برگشت |
| ------- | ----------- | --------- | -------- | ---------- |
| استقلال | ۲–۱         | اورداباسی | ۱–۰      | ۱–۱        |
| النصر   | انصراف۱     | الهلال    | ۰–۵      |            |

۱ النصر عمان بعد از بازی اول انصراف داد.

### منطقه شرق
| تیم ۱              | نتیجه نهایی | تیم ۲                    | بازی رفت | بازی برگشت |
| ------------------ | ----------- | ------------------------ | -------- | ---------- |
| بلمیر هیراتسوکا    | ۱–۲         | اولسان هیوندای هورانگ-آی | ۱–۰      | ۰–۲        |
| ناگویا گرامپوس ایت | ۴–۲         | چین جنوبی                | ۲–۰      | ۲–۲        |

## نیمه نهایی

### منطقه غرب
| تیم ۱  | نتیجه        | تیم ۲   |
| ------ | ------------ | ------- |
| الهلال | ۰–۰ پ(۵)-(۴) | استقلال |

### منطقه شرق
| تیم ۱              | نتیجه | تیم ۲                    |
| ------------------ | ----- | ------------------------ |
| ناگویا گرامپوس ایت | ۵–۰   | اولسان هیوندای هورانگ-آی |

## رده‌بندی
| تیم ۱                    | نتیجه | تیم ۲   |
| ------------------------ | ----- | ------- |
| اولسان هیوندای هورانگ-آی | ۱–۰   | استقلال |

## فینال
| تیم ۱  | نتیجه | تیم ۲              |
| ------ | ----- | ------------------ |
| الهلال | ۳–۱   | ناگویا گرامپوس ایت |

## قهرمان
| قهرمان جام برندگان جام آسیا ۹۷–۱۹۹۶ |
| ----------------------------------- |
| الهلال                              |
| اولین قهرمانی                       |